# Elektroniczny labirynt THX 1138 4EB
Elektroniczny labirynt THX 1138 4EB – krótkometrażowy film science-fiction George’a Lucasa z 1967 roku.
George Lucas nakręcił ten film jeszcze za czasów studenckich, podczas nauki na University of Southern California w Los Angeles. Film stał się inspiracją do stworzenia cztery lata później pełnometrażowego odpowiednika THX 1138.

## Obsada
- Dan Natchsheim – 1138
- Joy Carmichael – 7117
- David Munson – 2222
- Marvin Bennett – 0480
- Ralph Steel – 9021